# Empingham
Empingham är ort och en civil parish i Storbritannien.   Den ligger i grevskapet och kommunen Rutland och riksdelen England, i den sydöstra delen av landet, 130 km norr om huvudstaden London. Empingham ligger 73 meter över havet och antalet invånare är 815. Den ligger vid sjön Rutland Water.
Terrängen runt Empingham är platt. Runt Empingham är det ganska tätbefolkat, med 90 invånare per kvadratkilometer. Närmaste större samhälle är Stamford, 7,8 km öster om Empingham. Trakten runt Empingham består till största delen av jordbruksmark.